# Utrecht (Afrique du Sud)
Utrecht est une petite ville d'Afrique du Sud située dans la province du Kwazulu-Natal, aux pieds des monts Balele.

## Histoire
Fondée en 1853 elle tient son nom de son homonyme des Pays-Bas. De 1854 à 1858 elle constitue la République d'Utrecht, puis en 58 elle est intégrée à la République de Lydenburg avant d'être engloutie dans la République boer du Transvaal en 1860. Le commando d'Utrecht prit part aux deux guerres des Boers.

## Galerie

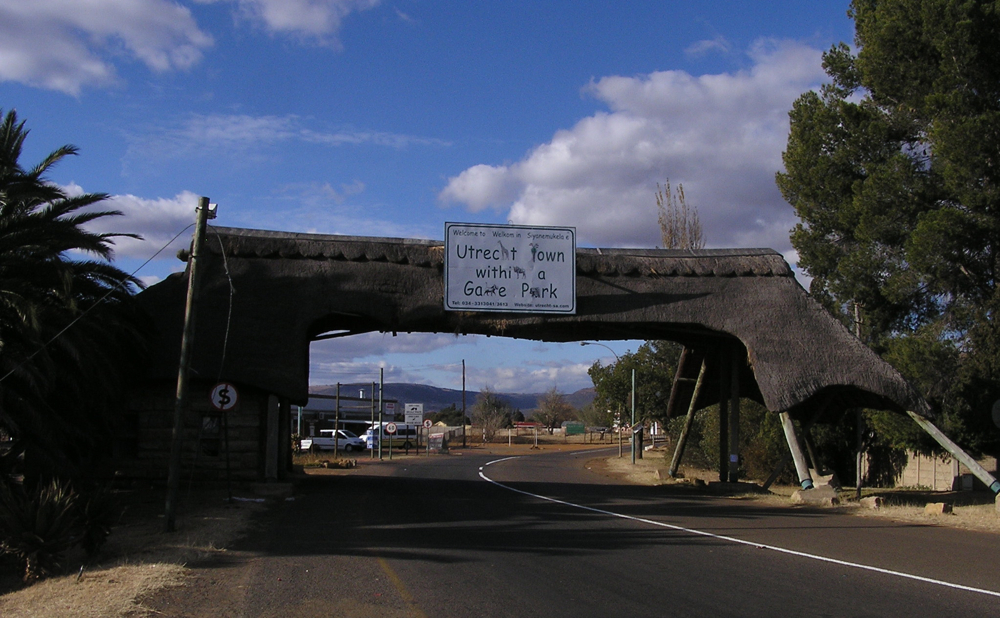
Entrée d'Utrecht.
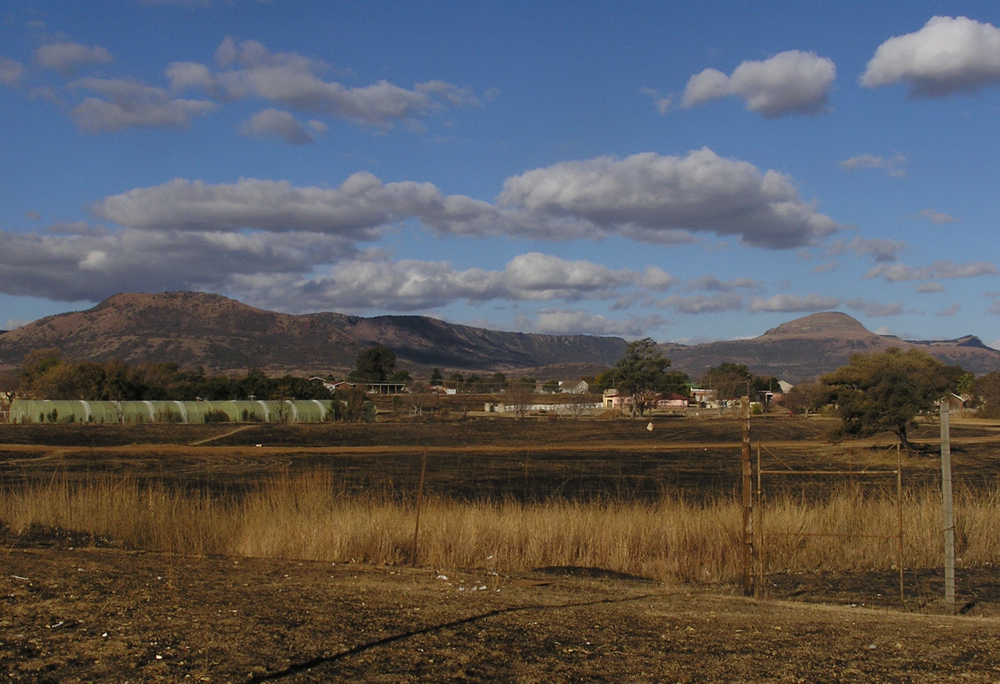
Monts Balele se dressant derrière Utrecht.

## Articles annexes
- Lydenburg
- Transvaal